# Стефан Цолов
Стефан Маринов Цолов е български офицер, генерал-майор.

## Биография
Роден е на 22 февруари 1925 г. в ловешкото село Шумнене, днес Ябланица. През Втората световна война е партизанин от Червенобрежки партизански отряд „Георги Бенковски“. Участва в престрелки с части на българската армия при Ратица на 6 май 1944 г. и в Брусенската битка. След последната е един от 12-те оцелели партизани. След като България минава на страната на съюзниците става доброволец в състава на втора българска армия срещу Германия.
След войната е командир на гранична застава в Момчилград. В периода 1969 – 1974 е заместник-командващ на Гранични войски. От 1974 до пенсионирането си е заместник-директор на Народната милиция. През 1985 г. е награден с орден „Георги Димитров“. 
През 2015 г. е издадена книга за него от полк. Киро Киров „Старият албум или Уроците на генерал Стефан Цолов“. Умира през декември 2019 г.